# Teretilanguria
Teretilanguria é um género de coleópteros da família Erotylidae.